# East Broughton
| East Broughton               |                            |
|                              |                            |
| Coordenadas: 46°13'N 71°04'W |                            |
| Província                    | Quebec                     |
| Região administrativa        | Chaudière-Appalaches       |
| Incorporado em               | 5 de Janeiro de 1954       |
| Prefeito                     | Paul Grenier               |
| Código postal                | G0N 1H0                    |
|                              |                            |
| Área                         |                            |
| - Cidade                     | 9,31 km², 3,6 mi²          |
| Fuso horário                 | UTC -5                     |
| População (2006)             |                            |
| - Cidade                     | 2.365                      |
| - Densidade                  | 253,2 hab/km², 655 hab/mi² |

East Broughton é uma municipalidade canadense do conselho  municipal regional de Les Appalaches, Quebec, localizada na região administrativa de Chaudière-Appalaches. Em sua área de pouco mais de 9 km², habitam cerca de duas mil pessoas.